# Puchar Polski (województwo opolskie) w piłce nożnej mężczyzn (2022/2023)
W sezonie 2022/2023 Puchar Polski na szczeblu regionalnym w województwie opolskim składał się z 6 rund. Rozgrywki miały na celu wyłonienie zdobywcy Regionalnego Pucharu Polski w województwie opolskim i uczestnictwo na szczeblu centralnym Pucharu Polski w sezonie 2023/2024.

## Uczestnicy
| III liga                                    | IV liga | klasa okręgowa | klasa A |
| ------------------------------------------- | --- | --- | --- |
| - MKS Kluczbork - Polonia Nysa - Stal Brzeg | - Odra II Opole - OKS Olesno - Porawie Większyce - Małapanew Ozimek - Skalnik Gracze - Ruch Zdzieszowice - Fortuna Głogówek - LZS Walce - MKS Gogolin - LZS Starowice Dolne - Polonia Głubczyce - LZS Piotrówka - Piast Strzelce Opolskie - Start Jełowa - Unia Krapkowice - Victoria Chróścice | - TOR Dobrzeń Wielki - Orzeł Źlinice - Naprzód Jemielnica - Polonia Karłowice - Unia Kolonowskie - Start Namysłów - Piast Gorzów Śląski - Chemik Kędzierzyn-Koźle - LZS Chrząstowice - Pogoń Prudnik - LZS Domaszkowice - Śląsk Łubniany - KS Krasiejów - LZS Kuniów - Czarni Otmuchów - LZS Ligota Turawska - KS Twardawa - GKS Głuchołazy - LZS Bogacica - Union Ujazd - LZS Mechnice - Sparta Paczków - LKS Goświnowice - Orzeł Reńska Wieś - LZS Skorogoszcz - LZS Skarbimierz - LZS Lisięcice - Sokół Niemodlin - LZS Racławiczki | - Żubry Smarchowice Śląskie - Żądło Sucha Psina - Olimpia Lewin Brzeski - Motor Praszka - Sudety Burgrabice - Odrzanka Dziergowice - Stal II Brzeg - Stal Zawadzkie - Atom Grądy - Sokół Bierdzany - LZS Przywory - LZS Ścinawa Nyska - Włókniarz Kietrz |

## 1/32 finału
Pary 1/32 finału, podobnie jak dwóch kolejnych faz, zostały rozlosowane 28 czerwca 2022 roku. Mecze rozegrano z kolei 6 i 7 sierpnia tegoż roku. MKS Kluczbork, Polonia Nysa i Stal Brzeg otrzymały wolny los.
| 6 sierpnia 2022 | Śląsk Łubniany                                                | 3:0   | KS Krasiejów |  |
| 12:00           | 35' Grzegorz Gryl · 61' Dawid Miroszka · 72' Bartłomiej Semik | (0:0) |              |  |

| 6 sierpnia 2022 | Porawie Większyce                    | 2:1   | Małapanew Ozimek    |  |
| 13:00           | 57' Denis Kipka · 82' Maciej Łapuńka | (0:1) | 6' Sebastian Kuchta |  |

| 6 sierpnia 2022 | TOR Dobrzeń Wielki | 0:5   | Odra II Opole                                                                         |  |
| 17:00           |                    | (0:2) | 4' Dominik Bober · 44', 55' Konrad Janicki · 65' Aleksander Duda · 67' Jakub Kowalski |  |

| 6 sierpnia 2022 | Orzeł Źlinice                                                             | 6:1   | Naprzód Jemielnica |  |
| 17:00           | 11' Paweł Grabowski · 18', 39' Mateusz Błazy · 22', 27', 88' Dawid Białek | (4:0) | 55' Dawid Galas    |  |

| 6 sierpnia 2022 | Żubry Smarchowice Śląskie                     | 2:1   | Polonia Karłowice |  |
| 17:00           | 10' (sam.) Patryk Bodnik · 47' Jakub Dumański | (1:0) | 87' Adam Kelmer   |  |

| 6 sierpnia 2022 | Żądło Sucha Psina                                                      | 5:0   | Olimpia Lewin Brzeski |  |
| 17:00           | 47', 50' Szymon Znajszły · 48', 71' Kamil Rydzik · 72' Krzysztof Czach | (0:0) |                       |  |

| 6 sierpnia 2022 | Unia Kolonowskie | 0:3   | OKS Olesno                                                  |  |
| 17:00           |                  | (0:0) | 53' Wojciech Hober · 67' Filip Kukla · 70' Thomas Skowronek |  |

| 6 sierpnia 2022 | Start Namysłów | 9:1   | Piast Gorzów Śląski |  |
| 17:00           | 20' Paweł Sarnowski · 23', 67', 71' Piotr Łuczka · 24', 31' Rafał Bohm · 28' Krzysztof Górecki · 45' Piotr Raduchowski · 88' Bartłomiej Kubiec | (6:0) | 75' Kamil Jendrosek |  |

| 6 sierpnia 2022 | Chemik Kędzierzyn-Koźle                      | 3:2 (pd.) | LZS Chrząstowice                          |  |
| 17:00           | 80', 95' Bartosz Adamus · 111' Wojciech Zych | (0:0)     | 61' Maximilian Micheń · 101' Robert Żurad |  |

| 6 sierpnia 2022 | Pogoń Prudnik                                  | 2:3   | Skalnik Gracze            |  |
| 17:00           | 64' Andrij Serdiukow · 84' Michał Mięczakowski | (0:2) | 2', 20', 68' Dawid Dulski |  |

| 6 sierpnia 2022 | Motor Praszka    | 1:3   | LZS Domaszkowice                                                             |  |
| 17:00           | 16' Mariusz Bełz | (1:2) | 31' Patryk Stasiak · 35' Nurudeen Marcelo Oladoja · 85' Wojciech Hanuszewski |  |

| 6 sierpnia 2022 | Odrzanka Dziergowice  | 1:9   | LZS Kuniów |  |
| 17:00           | 49' Tomasz Niederfeld | (0:1) | 13' Miłosz Michalewski · 46' Jakob Rychlik · 62', 67', 75', 79', 90' Denis Miździoł · 68', 87' Grzegorz Raniowski |  |

| 6 sierpnia 2022 | LZS Ligota Turawska | 0:1   | Fortuna Głogówek   |  |
| 17:00           |                     | (0:0) | 71' Kamil Szampera |  |

| 6 sierpnia 2022 | KS Twardawa      | 1:4   | GKS Głuchołazy                                                       |  |
| 17:00           | 33' Paweł Bolcek | (1:2) | 25' Gracjan Charytanowicz · 45', 77' Jakub Dołęga · 52' Jurij Sondak |  |

| 6 sierpnia 2022 | LZS Bogacica                                                                                  | 8:0   | Union Ujazd |  |
| 17:00           | 4' Jakub Pielok · 7', 37' Miłosz Culic · 14', 45' Miłosz Reisch · 48', 57', 66' Kamil Babiarz | (5:0) |             |  |

| 6 sierpnia 2022 | Stal Zawadzkie    | 1:5   | LZS Mechnice                                                                          |  |
| 17:00           | 26' Tomasz Kwasik | (1:1) | 24', 55' Dennis Greinert · 48' Michael Zyla · 53' Damian Pasoń · 84' Krystian Pudełko |  |

| 6 sierpnia 2022 | Atom Grądy | 3:0 (wo.) | Sparta Paczków |  |
| 17:00           |            |           |                |  |

| 6 sierpnia 2022 | LKS Goświnowice | 3:0 (wo.) | Sokół Bierdzany |  |
| 17:00           |                 |           |                 |  |

| 6 sierpnia 2022 | LZS Walce                                                                                | 4:0   | MKS Gogolin |  |
| 17:00           | 17' Michał Teichman · 32' Bartosz Remień · 70' Przemysław Jakwert · 77' Sławomir Kierdal | (2:0) |             |  |

| 6 sierpnia 2022 | LZS Starowice Dolne | 3:0 (wo.) | Polonia Głubczyce |  |
| 17:00           |                     |           |                   |  |

| 6 sierpnia 2022 | Orzeł Reńska Wieś                                                          | 5:2 (pd.) | LZS Skorogoszcz             |  |
| 17:00           | 6', 95', 98' Jakub Podoluk · 37' (sam.) Jacek Janeczek · 102' Adrian Dedjo | (2:0)     | 73', 80' Jarosław Witkowski |  |

| 6 sierpnia 2022 | LZS Skarbimierz     | 1:4   | LZS Piotrówka                                                                    |  |
| 17:00           | 75' Tomasz Michalak | (0:1) | 39' Kamil Szczypiński · 57' Kacper Stępień · 61' Denis Sojka · 86' Dawid Kozicki |  |

| 6 sierpnia 2022 | Piast Strzelce Opolskie             | 2:4   | Start Jełowa                                                                         |  |
| 17:00           | 5' Kacper Kutyła · 75' Rustam Mitin | (1:2) | 2' Gracjan Habdas · 28' Mykoła Serżaniuk · 55' Jakub Wacławczyk · 74' Patryk Bandura |  |

| 6 sierpnia 2022 | LZS Przywory             | 2:1   | LZS Lisięcice    |  |
| 17:00           | 43' Paweł Fesser · 87' ? | (1:0) | 53' Piotr Migacz |  |

| 6 sierpnia 2022 | Sokół Niemodlin                                 | 3:1 (pd.) | Unia Krapkowice    |  |
| 17:00           | 47' Marek Zygmunt · 98', 100' Michał Kaczkowski | (0:1)     | 27' Daniel Maibaum |  |

| 6 sierpnia 2022 | LZS Ścinawa Nyska | 0:4   | Victoria Chróścice                                               |  |
| 17:00           |                   | (0:0) | 56', 73' Patryk Wojtasik · 76' Dastin Polok · 83' Tobiasz Blacha |  |

| 6 sierpnia 2022 | Włókniarz Kietrz                                                    | 4:1   | LZS Racławiczki  |  |
| 17:00           | 13' Iwan Pokotyło · 21', 47' Mateusz Lechoszest · 79' Szymon Bialik | (2:0) | 83' Jakub Fluder |  |

| 7 sierpnia 2022 | Sudety Burgrabice | 0:10  | Ruch Zdzieszowice |  |
| 15:00           |                   | (0:7) | 8', 18', 26', 39' Szymon Grek · 13' Michał Mazur · 37' Patryk Kowalczyk · 41', 78' · 71' Dariusz Zapotoczny · 73' Stanisław Dębski |  |

| 7 sierpnia 2022 | Stal II Brzeg                                                  | 3:6   | Czarni Otmuchów                                                                      |  |
| 16:00           | 58' Igor Makos · 60' Bartosz Kusicielek · 90' Konrad Nędzyński | (0:2) | 2' Damian Juras · 21' Kamil Marszałek · 53', 87', 90' Michał Hasiak · 72' Tomasz Ból |  |

## 1/16 finału
Pary 1/16 finału zostały rozlosowane 28 czerwca 2022 roku, natomiast mecze rozegrano 7 września tegoż roku.
| 7 września 2022 | Skalnik Gracze        | 2:1   | Victoria Chróścice  |  |
| 17:00           | 54', 61' Dawid Dulski | (0:1) | 20' Patryk Wojtasik |  |

| 7 września 2022 | Żubry Smarchowice Śląskie | 0:2   | OKS Olesno                            |  |
| 17:00           |                           | (0:0) | 77' Mateusz Kiecko · 90' Dominik Flak |  |

| 7 września 2022 | LZS Kuniów | 0:4   | MKS Kluczbork                                       |  |
| 17:00           |            | (0:2) | 20' Michał Płonka · 21', 84', 85' Marcin Przybylski |  |

| 7 września 2022 | Śląsk Łubniany | 0:2   | Polonia Nysa                                       |  |
| 17:00           |                | (0:1) | 33' (sam.) Jakub Pietrakowski · 90' Dominik Sikora |  |

| 7 września 2022 | GKS Głuchołazy   | 1:8   | Porawie Większyce                                                                         |  |
| 17:00           | 81' Maciej Bajor | (0:3) | 17' Paskal Bury · 24', 30' Michał Koc · 61', 67', 70' Denis Kipka · 75', 86' Patryk Linek |  |

| 7 września 2022 | LZS Bogacica                                                                            | 6:0   | LZS Walce |  |
| 17:00           | 6', 22' Kamil Babiarz · 16' Michał Glanowski · 38', 45' Jakub Pielok · 80' Miłosz Culic | (5:0) |           |  |

| 7 września 2022 | Orzeł Reńska Wieś | 1:5   | Chemik Kędzierzyn-Koźle                                                                  |  |
| 17:00           | 80' Jakub Podoluk | (0:1) | 45', 50' Łukasz Samborski · 58' Jakub Abramik · 83' Wojciech Zych · 90' Mariusz Gnoiński |  |

| 7 września 2022 | LZS Mechnice | 0:6   | Start Namysłów                                                                                 |  |
| 17:00           |              | (0:3) | 25', 27', 50' Piotr Łuczka · 42' Paweł Sarnowski · 57' Piotr Raduchowski · 85' Kacper Dumański |  |

| 7 września 2022 | LKS Goświnowice | 0:3   | LZS Starowice Dolne                                                  |  |
| 17:00           |                 | (0:2) | 13' Bartłomiej Rakowski · 21' Rafał Atroszko · 50' Szymon Władkowski |  |

| 7 września 2022 | Sokół Niemodlin | 0:2 (pd.) | Start Jełowa                        |  |
| 17:00           |                 | (0:0)     | 97' Rafał Staś · 105' Alan Piszczan |  |

| 7 września 2022 | LZS Przywory     | 1:2   | LZS Piotrówka                      |  |
| 17:00           | 59' Paweł Fesser | (0:0) | 57' Patryk Kałka · 72' Dawid Kulik |  |

| 7 września 2022 | Włókniarz Kietrz | 0:5   | Orzeł Źlinice                                                                        |  |
| 17:00           |                  | (0:2) | 24' Rafał Watras · 40' Patryk Kuc · 47', 58' Maksym Woropajew · 51' Szymon Mokrzycki |  |

| 7 września 2022 | Żądło Sucha Psina | 0:3   | Odra II Opole                                                  |  |
| 17:00           |                   | (0:3) | 7' Dominik Bober · 23' Szymon Tandereszczak · 44' Alex Garbiec |  |

| 7 września 2022 | Ruch Zdzieszowice      | 1:2   | Stal Brzeg             |  |
| 17:00           | 31' Dariusz Zapotoczny | (1:2) | 40', 45' Damian Celuch |  |

| 7 września 2022 | Atom Grądy | 0:13  | LZS Domaszkowice |  |
| 17:00           |            | (0:7) | 5', 22', 50', 51' Marcin Ściański · 12', 37', 43' Dejwid Jackowski · 23', 41', 54' Nurudeen Marcelo Oladoja · 58', 61', 76' Kamil Czenczek |  |

| 7 września 2022 | Czarni Otmuchów                 | 2:3   | Fortuna Głogówek                           |  |
| 17:00           | 23' Tomasz Ból · 78' Filip John | (1:2) | 16' Mateusz Woźny · 26', 69' Jakub Kuczera |  |

## 1/8 finału
Pary 1/8 finału zostały rozlosowane 28 czerwca 2022 roku, natomiast mecze rozegrano 19 i 26 listopada tegoż roku.
| 19 listopada 2022 | Odra II Opole     | 1:1 k. 3:5    | Start Jełowa          |  |
| 13:00             | 9' Mikołaj Owsiak | (1:1, k. 3:5) | 41' Norbert Poznański |  |

| 19 listopada 2022 | Orzeł Źlinice                                              | 3:4 (pd.) | Porawie Większyce                                                             |  |
| 13:00             | 9' Mateusz Błazy · 84' Andrij Małyk · 87' Szymon Mokrzycki | (1:3)     | 15' Adam Wróbel · 26' Michał Koc · 29' Paweł Wachniewski · 103' Dawid Materla |  |

| 19 listopada 2022 | LZS Starowice Dolne | 4:0 (wo.) | OKS Olesno |  |
| 13:00             |                     |           |            |  |

| 19 listopada 2022 | Chemik Kędzierzyn-Koźle | 1:4   | Skalnik Gracze                                                   |  |
| 13:00             | 55' Patryk Paczulla     | (0:3) | 17', 76' Dawid Dulski · 20' Artem Hnatiuk · 36' Konrad Naspiński |  |

| 26 listopada 2022 | LZS Piotrówka                             | 2:3   | Polonia Nysa                                            |  |
| 11:00             | 1' Marek Podborączyński · 18' Hervé Amani | (2:1) | 17' Dominik Sikora · 90' Igor Maruszak · 90' Luka Redek |  |

| 26 listopada 2022 | Fortuna Głogówek  | 1:4   | Stal Brzeg                                                              |  |
| 11:00             | 82' Adam Zalewski | (0:0) | 51', 88' Damian Celuch · 60' Marcin Niemczyk · 75' Dominik Bronisławski |  |

| 26 listopada 2022 | Start Namysłów | 0:8   | MKS Kluczbork |  |
| 11:00             |                | (0:5) | 6', 56' Radosław Krzyśków · 23' Radosław Mikulski · 27' Adrian Błaszkiewicz · 31' Patryk Moś · 44' Kacper Jóźwicki · 53' Marcin Przybylski · 72' Alan Jaworski |  |

| 26 listopada 2022 | LZS Domaszkowice | 0:4   | LZS Bogacica                                                                        |  |
| 11:00             |                  | (0:2) | 11' Michał Glanowski · 30' Miłosz Reisch · 48' Kamil Babiarz · 90' Tomasz Wołkowicz |  |

## 1/4 finału
Pary ćwierćfinałowe, podobnie jak 1/2 finału, zostały rozlosowane 7 grudnia 2022 roku, natomiast mecze rozegrano 25 lutego i 4 marca 2023 roku.
| 25 lutego 2023 | Porawie Większyce                             | 2:1   | Polonia Nysa       |  |
| 14:00          | 52' Krzysztof Łebkowski · 67' Jakub Dankowski | (0:0) | 77' Maciej Rakoczy |  |

| 25 lutego 2023 | MKS Kluczbork                            | 2:3 (pd.) | Stal Brzeg                                                         |  |
| 14:00          | 45' Marcin Przybylski · 61' Marko Zawada | (1:1)     | 41' Łukasz Piontek · 82' Damian Celuch · 118' Dominik Bronisławski |  |

| 4 marca 2023 | LZS Bogacica                              | 3:0   | Skalnik Gracze |  |
| 14:00        | 4', 90' Kamil Babiarz · 6' Edmund Machnik | (2:0) |                |  |

| 4 marca 2023 | LZS Starowice Dolne                               | 3:0   | Start Jełowa |  |
| 14:00        | 31' Dawid Rudnik · 65' Rafał Atroszko · 70' Élton | (1:0) |              |  |

## 1/2 finału
Pary półfinałowe zostały rozlosowane 7 grudnia 2022 roku, natomiast mecze rozegrano 19 kwietnia 2023 roku.
| 19 kwietnia 2023 | LZS Bogacica                           | 2:1   | Porawie Większyce    |  |
| 17:00            | 53' Edmund Machnik · 86' Kamil Babiarz | (0:1) | 40' Bartosz Borowiec |  |

| 19 kwietnia 2023 | LZS Starowice Dolne | 0:3 (wo.) | Stal Brzeg |  |
| 17:00            |                     |           |            |  |

## Finał
Mecz finałowy odbył się 17 maja 2023 roku. W nim Stal Brzeg pokonał LZS Bogacicę, dzięki czemu wygrał Regionalny Puchar Polski w województwie opolskim i uzyskał prawo do gry na szczeblu centralnym Pucharu Polski w sezonie 2023/2024.
| 17 maja 2023 | Stal Brzeg                                                         | 4:1   | LZS Bogacica      |  |
| 19:00        | 19' Daniel Morys · 38', 90' Maksymilian Podgórski · 80' Michał Maj | (2:0) | 72' Miłosz Reisch |  |